# Deoni

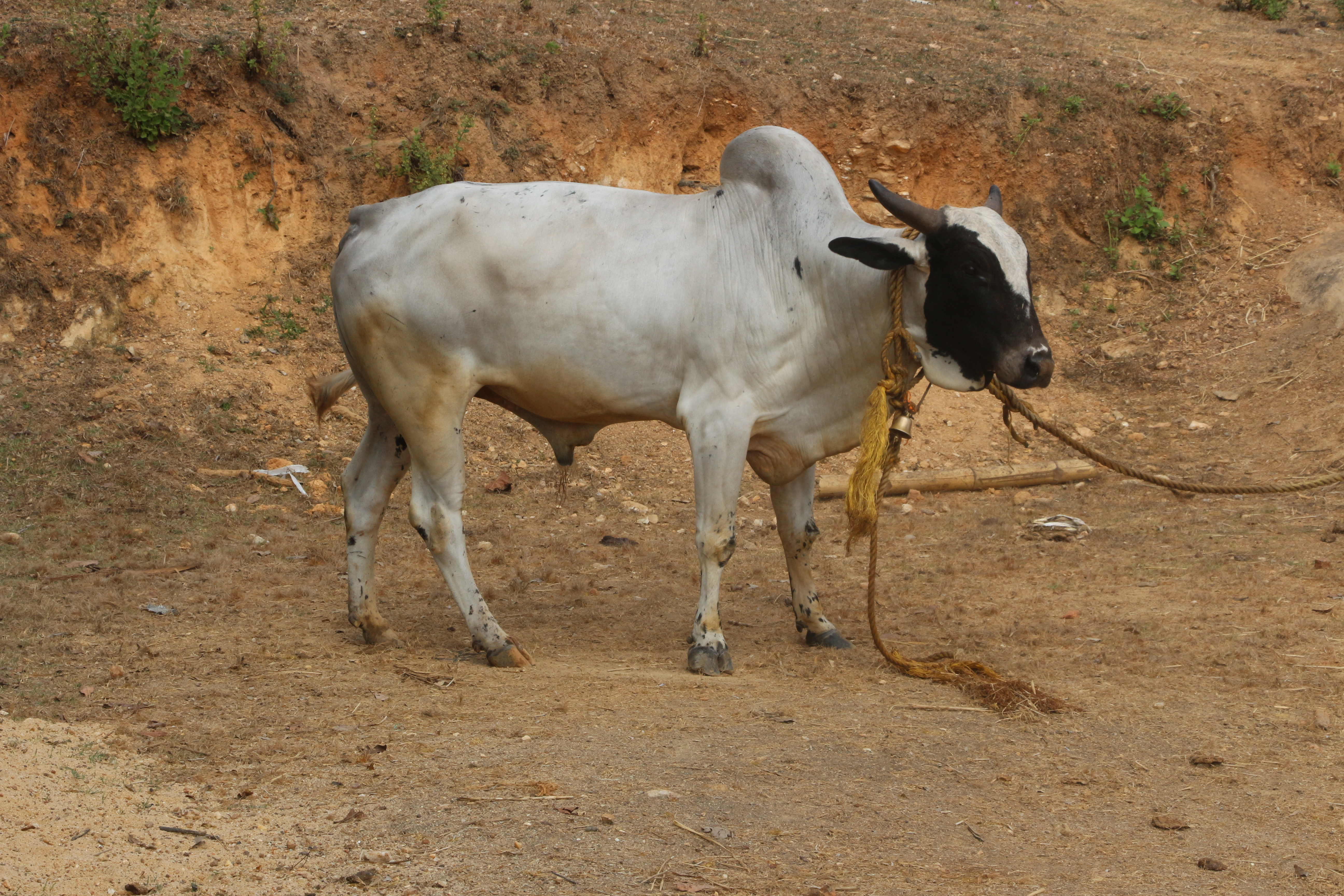
Deoni-Bulle

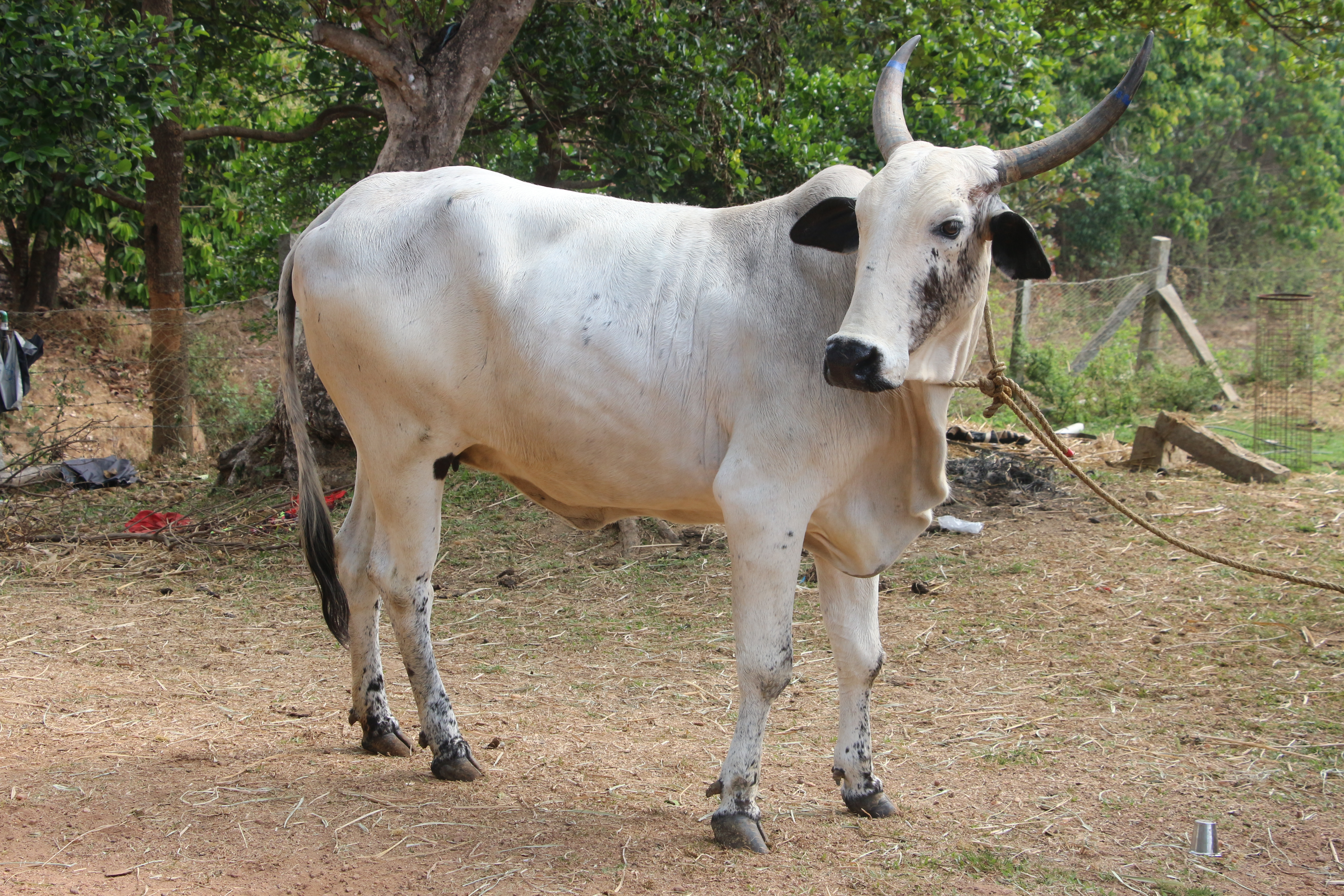
Deoni-Kuh

Deoni (Marathi देवनि, Kannada ದೇವನಿ) oder Dongari ist eine Zebu-Rinderrasse aus Südindien.

## Charakteristika
Die Deoni-Rasse wurde innerhalb der letzten zwei Jahrhunderte durch Kreuzung der Rassen Gir und Dangi und lokalen Rindern in Südindien hervorgezüchtet. Deoni-Rinder ähneln vom Äußeren Gir-Rindern. Sie sind von mittlerer Größe, robuster, kräftig wirkender Statur und schwarz-weiß gefleckter Fellfarbe. Die Kopfform ist konvex mit großen, seitlich und meist auch etwas nach hinten gekrümmten, ausladenden Hörnern, wie sie auch für Gir-Rinder als typisch gelten. Die Ohren sind groß und beweglich, haben jedoch nicht die ovale Blattform wie beim Gir-Rind. Die ausgewachsenen Kühe wiegen etwa 300 kg mit einer Widerristhöhe von etwa 130 cm, während die Bullen auf 150 cm Widerristhöhe und mehr als 500 kg Körpergewicht kommen.
Deoni-Rinder wurden vor allem als Arbeitstiere gezüchtet. Ihre ursprüngliche Heimat ist die Hochebene des Dekkan, wo sie in dem hügeligen Terrain vor allem als Zugtiere beim Feldbau und als Zugtiere auf den häufig unbefestigten Straßen genutzt wurden. Daneben war auch die Milchproduktion von Bedeutung. Der ehemalige, 1956 aufgelöste indische Bundesstaat Hyderabad unterhielt eine Zuchtfarm für Deoni-Rinder, zur Verbesserung der Nutztierqualitäten (Arbeitsleistung, Milchleistung) der Deoni-Rasse. Die Deoni-Kühe auf dieser Zuchtfarm wiesen eine durchschnittliche Milchleistung von etwa 755 Litern bei einer Laktationsperiode von 306 Tagen auf. Einzelne Kühe kamen auf mehr als 1000 Liter (eine spätere Erhebung – s. u. – in den Jahren 1996 bis 1999 kam auf durchschnittlich 850 Liter). Das durchschnittliche Kalbungs-Intervall betrug 447 Tage. Das Alter zum Zeitpunkt der ersten Kalbung betrug 3 Jahren und 10 Monate.
Deoni-Rinder werden typischerweise unter semi-intensiven Bedingungen gehalten und grasen tagsüber im Freien. Sie sind gut an das semiaride Klima angepasst und verhältnismäßig wenig anfällig gegenüber Krankheiten.
Für das Jahr 1956 schätzte die Welternährungsorganisation den Bestand an Deoni-Rindern in Südindien auf etwa 650.000. In neuerer Zeit wurden die Rinder vor allem in der Region Marathwada von Maharashtra (Distrikt Latur und angrenzende Regionen der Distrikte Parbhani, Nanded und Osmanabad) gehalten. Eine statistische Erhebung in den Jahren 1996 bis 1999 schätzte die Zahl der Deoni-Rinder auf etwa 120.000 mit fallender Tendenz. Im Oktober 2016 wurde die Zahl der Deoni-Rinder auf etwa 10.000 geschätzt (in den Distrikten Bidar und Kalaburagi).
Aufgrund des kontinuierlichen Rückgang des Bestands wurde durch die Regierung des Bundesstaats Karnataka im Jahr 2017 ein Programm zur Erhaltung und Reinzucht der Deoni-Rasse aufgelegt. Das Projekt wird durch die Deutsche Gesellschaft für Internationale Zusammenarbeit (GIZ) unterstützt. An der Universität für Veterinär-, Haustier- und Fischereiwissenschaften in Bidar wurde eine spezielle Zuchtfarm für Deoni-Rinder eingerichtet.